# Garkung Caka
Garkung Caka (kinesiska: Ga’erkong Chaka, 嘎尔孔茶卡) är en saltsjö i Kina. Den ligger i den autonoma regionen Tibet, i den sydvästra delen av landet, omkring 650 kilometer nordväst om regionhuvudstaden Lhasa. Arean är 39 kvadratkilometer.
Genomsnittlig årsnederbörd är 283 millimeter. Den regnigaste månaden är juli, med i genomsnitt 74 mm nederbörd, och den torraste är januari, med 4 mm nederbörd.